# Пальята
Пальята (итал. Pagliata, на римском диалекте Pajata) — традиционное римское блюдо, в котором в основном используется кишечник (рубец) молочного телёнка. Поскольку телёнок питался только молоком, полученное блюдо похоже на сливочный сыр в оболочке для колбасы. Этим термином обозначают не только изделие из кишки телёнка, но и соус на его основе.

## Приготовление
Кишечник после удаления быстро перевязывают с обоих концов, чтобы задержать в нём молоко. Он очищается и снимается шкурка, но химус остаётся внутри. Затем кишку разрезают на куски длиной 20-25 см, которые связывают между собой белой ниткой, образуя кольца. При приготовлении сочетание тепла и сычужного фермента в кишечнике свёртывает химус, и образуется своего рода густой сливочный сыроподобный соус. Эти кольца можно подавать просто приправленными и приготовленными на гриле (pajata arrosto), или в составе традиционного римского блюда rigatoni con la pajata, в котором пальята тушится в томатном соусе и подаётся с макаронами ригатони.
Пальяту также едят в Умбрии, особенно в районах Терни, Сполето, Фолиньо и Вальнерина, а также в Марке, в частности в районах Анконы, Камерино, Фабриано и Мачераты, где её готовят на гриле, и она традиционно известна под названием «spuntature».